# Michelle Rodriguez
Mayte Michelle Rodriguez (San Antonio, Texas, 12 de julio de 1978) es una actriz estadounidense. A raíz de su primer papel protagonista en la película independiente Girlfight (2000), es conocida por sus papeles de la típica chica dura y rebelde en taquillazos hollywoodenses como The Fast and the Furious, Resident Evil, S.W.A.T., Avatar, Machete, Battle: Los Angeles, Resident Evil: Retribution, Fast and Furious 6 y Machete Kills, así como por su papel de Ana Lucía Cortez en la serie de televisión Lost.
También ha realizado numerosos trabajos de voz en videojuegos como Call of Duty y Halo y prestó su voz para la película animada en CGI Turbo y en la televisión para IGPX.
Algunas de las películas donde participó han recaudado más de $5 mil millones, y Entertainment Weekly la calificó como "la actriz latina más exitosa de Hollywood".

## Primeros años
Michelle es hija de Rafael Rodríguez, puertorriqueño que sirvió en el Ejército estadounidense, y Carmen Pared, nativa de la República Dominicana. Tras el divorcio de sus padres en 1987, se mudó con su madre a la República Dominicana y vivió allá hasta que tuvo once años. Después, se mudó a Puerto Rico, viviendo allá hasta que tuvo diecisiete años. Más tarde se estableció en Nueva Jersey.
Fue educada como testigo de Jehová por su abuela materna, y tiene un total de diez hermanos y medio hermanos.

## Carrera
Era aspirante a actriz cuando se topó con un anuncio que informaba acerca de un casting para poder actuar en la película independiente y de bajo presupuesto Girlfight. Michelle fue elegida entre las otras 350 chicas que aspiraban al papel, y encarnó a Diana Guzmán, una adolescente con muchos problemas que decide canalizar su agresividad entrenando para convertirse en boxeadora. Esa fue su primera audición. El trabajo de Rodriguez fue reconocido tanto por la crítica profesional como por el público.
Posteriormente, ha tenido papeles notables en otras películas taquilleras como The Fast and the Furious, Avatar, Resident Evil, Blue Crush y S.W.A.T.. En 2004, Rodriguez prestó su voz para el videojuego Halo 2, interpretando una infante de marina. También interpretó la voz en inglés de Liz Ricarro en la serie animada IGPX de Cartoon Network. Desde 2005 a 2006, interpretó a la policía Ana Lucía Cortez en la serie de televisión Lost.
En 2008 actuó en la película Battle in Seattle junto a Charlize Theron. En 2009 volvió a actuar en la cuarta entrega de la película de carreras callejeras Fast & Furious. En ese mismo año interpretó a la piloto "Trudy Chacón" en la película Avatar. Luego ese mismo año terminó la filmación de Trópico de sangre, una película independiente sobre el secuestro y posterior asesinato de las hermanas Mirabal.
También tuvo un papel para la película Machete, dirigida por Robert Rodriguez, donde interpreta a Luz, una chica mexicana que tiene un negocio de Tacos para poder sustentarse y vive la experiencia de tener que luchar por ganarse un espacio en territorio estadounidense. En 2011, ella apareció junto a Aaron Eckhart en la película de ciencia ficción Battle: Los Angeles, que recaudó más de $200 millones en la taquilla internacional.
Hasta el 20 de julio de 2010, las películas en las que Rodriguez participó habrían recaudado un total de $1,272,734,719 en los Estados Unidos y $3,686,521,043 en todo el mundo. En 2012, Rodriguez volvió a actuar en Resident Evil: Retribution para personificar el clon benigno y el clon malvado de Rain Ocampo. En 2013 volvió a interpretar su papel de Leticia "Letty" Ortiz en Fast & Furious 6. En 2013, Rodriguez apareció en la película Machete Kills, de Robert Rodriguez.

## Como guionista
Rodriguez se encuentra actualmente trabajando en dos guiones. Uno de ellos es sobre una película familiar basada en un concepto que ella describe como "una historia de 2012 acerca de la pureza, animales y los niños" y la otra es una revisión de una adaptación estadounidense de la película alemana Bandits de 1997, que ella describe como una película "Sobre cuatro chicas que se han fugado de la cárcel y son perseguidas a través del país por los federales y por este representante tipo como MTV".

## Vida personal

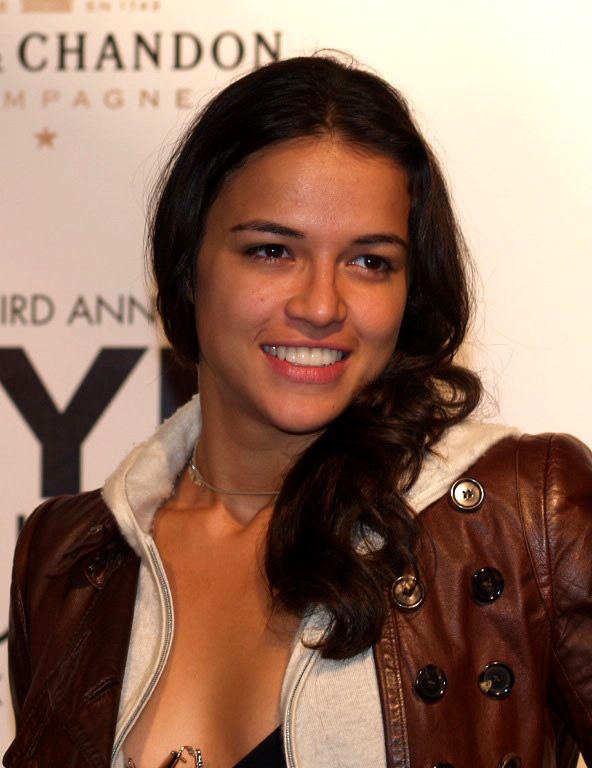
Rodriguez en 2006.

A principios de 2000, Rodriguez rompió su compromiso con su novio musulmán, alegando que no soportaba las normas que su novio le exigía debido a su religión. Alrededor de 2001, según los informes, Rodriguez tuvo un noviazgo con el actor Vin Diesel, su compañero en la película The Fast and the Furious.
En 2002 apareció en la posición número 78 en la lista de la revista Stuff de Las 102 Mujeres Más Sexys del Mundo, y número 34 en la lista de la revista Maxim de Las 100 Mujeres Más Sexys, ambas en sus ediciones de Estados Unidos. En 2003, Rodriguez fue fotografiada dándose un beso con el novio de Kylie Minogue, Olivier Martinez, más tarde fueron fotografiados en fiestas juntos en el yate de Puff Daddy, en el sur de Francia.
En 2006, se informó que Rodriguez se había interesado en el actor irlandés Colin Farrell. En julio de ese mismo año, Rodriguez dijo a la revista británica Cosmopolitan que no era gay, pero había "experimentado con ambos sexos". En noviembre del mismo año, la actriz Kristanna Loken, quien es abiertamente bisexual, hizo comentarios a The Advocate que fueron ampliamente divulgados por los medios de comunicación dando a entender que las dos estaban en una relación.
A principios de 2007 fue fotografiada de nuevo con Olivier Martinez. Esta vez los dos fueron vistos cenando juntos en el Chateau Marmont en Los Ángeles, donde se hospedaba Martinez. En junio de ese mismo año, la revista Curve la describe como una "bi bad girl" ("bi niña mala"), aludiendo a su supuesta bisexualidad. Rodriguez nunca dio una entrevista a la revista, y por lo tanto, en respuesta utilizó su blog para criticar a la revista.
El 12 de agosto de 2010, se confirmó que Rodriguez iba a ser una activista de Sea Shepherd durante la temporada de caza de ballenas 2010-2011, denominada Operation No Compromise.
En mayo de 2014, se describió a sí misma como bisexual durante una entrevista, agregando "¿Qué tiene de malo ser bi? Quiero decir, recibimos críticas donde sea que vamos".
En 2014 salió seis meses con la supermodelo y actriz Cara Delevingne, cuando la preguntaron por la relación ella contestó: "Va muy bien". Ella es genial. Cuando empezamos a salir, pensé que era increíble y que nos lo pasamos muy bien juntas. Aunque ella es dura. No querrías meterte con ella en una pelea.

## Problemas legales
En marzo de 2002, Rodriguez fue detenida por agredir a su compañera de piso en una disputa verbal que sostuvieron. Los cargos fueron retirados después de que la supuesta agredida se negara a declarar en los tribunales.
En noviembre de 2003, fue a la corte para hacer frente a ocho cargos de delito menor por dos incidentes de tránsito, incluyendo fuga y conducir bajo los efectos del alcohol. En junio de 2004, Rodriguez no confesó en Los Ángeles a tres de los cargos: fuga, conducir ebria y conducir con una licencia suspendida. Más tarde fue encarcelada durante 48 horas, realizando trabajo comunitario en la morgue de dos hospitales de Nueva York, completó un programa de alcohol de tres meses, y fue puesta en libertad condicional durante tres años.
En 2005, durante el rodaje de Lost en Hawái, Rodriguez fue detenida por la policía de Honolulu varias veces, y fue citada por conducir a 83 mph (134 km/h) en una zona de 55 mph (89 km/h) en Oahu el 1 de noviembre y fue multada con 357 dólares, pagó una multa de 300 dólares por conducir a 90 mph (140 km/h) en una zona de 35 mph (56 km/h) el 20 de octubre, fue multada con $ 197 por ir a 80 mph (130 km/h) en una zona de 50 mph (80 km/h) el 24 de agosto. El 1 de diciembre de ese mismo año, Rodriguez y Cynthia Watros, una de sus colegas en Lost, fueron detenidas (por separado) y arrestadas por conducir bajo los efectos del alcohol. En abril de 2006, se declaró culpable de un cargo por conducir bajo los efectos del alcohol. Ella eligió pagar una multa de 500 dólares y pasar cinco días en la cárcel en lugar de hacer 240 horas de servicio comunitario. Rodriguez alegó sus dosis elevadas de esteroides para aliviar la alergia como parte de la razón de su comportamiento errático. Debido a que el incidente en Kailua constituyó una violación de su libertad condicional de Los Ángeles, Rodriguez fue condenada a 60 días de cárcel, 30 días del programa de rehabilitación de alcohol, y otros 30 días de servicio comunitario, incluida la labor de Madres Contra la conducción bajo los efectos del acohol (Mothers Against Drunk Driving), por un juez en Los Ángeles en mayo de 2006, pero fue puesta en libertad el mismo día que entró. Ella escribió acerca de la experiencia en su blog.
En septiembre de 2007 Rodriguez violó su libertad condicional por no completar su servicio comunitario y no seguir un programa de educación sobre el alcohol. Se informó que Rodriguez presentó un documento que acredita que realizó servicio comunitario el 5 de septiembre de 2006, pero más tarde se confirmó que en realidad estaba en Nueva York ese día. Su abogado alegó que hubo un error de transcripción. El 10 de octubre de 2007, tras una audiencia, fue condenada a 180 días de cárcel después de admitir haber violado su libertad condicional. Se esperaba que ella completara el periodo de 180 días en la cárcel. Sin embargo, después de volver por sí misma para iniciar la pena de prisión en el "Century Regional Detention Facility" en Lynwood, California el 23 de diciembre de 2007, Rodriguez fue liberada 18 días después, el 9 de enero de 2008 debido al hacinamiento.

## Filmografía

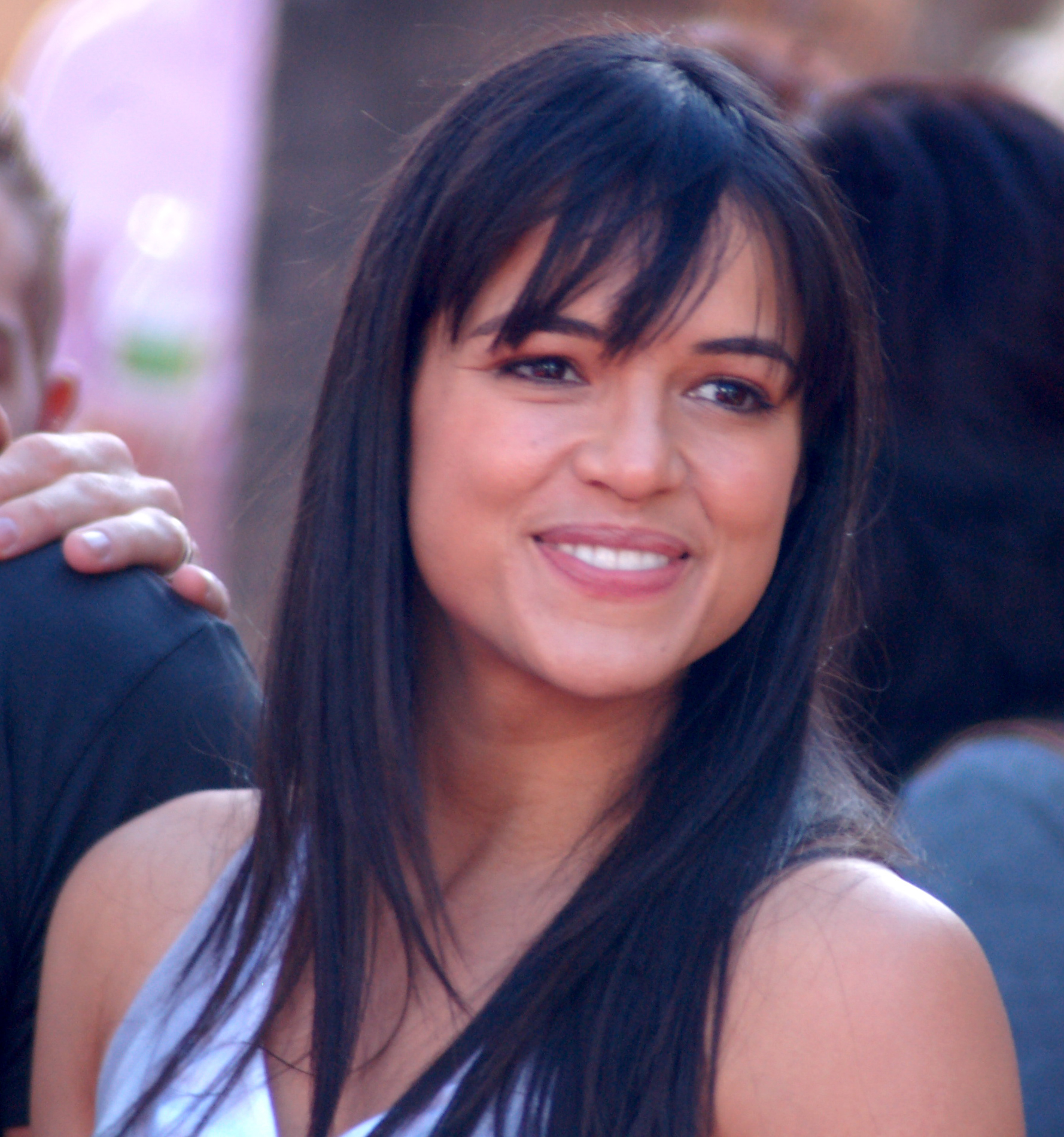
Michelle Rodríguez en la ceremonia de James Cameron para recibir una estrella en el Paseo de la Fama de Hollywood en diciembre de 2009.

### Películas
| 2000 | Girlfight                               | Diana Guzmán           |
| 2001 | 3 A.M.                                  | Salgado                |
| 2001 | The Fast and the Furious                | Letty Ortiz            |
| 2002 | Resident Evil                           | Rain Ocampo            |
| 2002 | Blue Crush                              | Eden                   |
| 2003 | S.W.A.T.                                | Chris Sánchez          |
| 2004 | Control                                 | Teresa                 |
| 2005 | BloodRayne: Venganza de sangre          | Katarin                |
| 2006 | Aullidos                                | Nikki                  |
| 2007 | Battle in Seattle                       | Lou                    |
| 2008 | Garden of the Night                     | Lucy                   |
| 2008 | A Cat's Tale                            | Jujube                 |
| 2009 | Avatar                                  | Trudy Chacon           |
| 2009 | Trópico de sangre                       | Minerva Mirabal        |
| 2009 | Fast & Furious                          | Letty Ortiz            |
| 2010 | Machete                                 | Luz / She              |
| 2011 | Citizen Jane                            | Charlotte Jane Foster  |
| 2011 | Battle: Los Angeles                     | Elena Santos           |
| 2012 | Resident Evil: Retribution              | Rain Ocampo            |
| 2013 | Turbo                                   | Paz                    |
| 2013 | Unity                                   | narradora              |
| 2013 | Machete Kills                           | Luz / She              |
| 2013 | Fast & Furious 6                        | Letty Ortiz            |
| 2013 | Inappropriate Comedy                    | Harriet                |
| 2015 | Furious 7                               | Letty Ortiz            |
| 2016 | The Assignment                          | Frank Kitchen / Tomboy |
| 2017 | The Fate of the Furious                 | Letty Ortiz            |
| 2017 | Smurfs: The Lost Village                | Pitufitormenta         |
| 2018 | Viudas                                  | Linda                  |
| 2019 | Alita: Battle Angel                     | Gelda                  |
| 2020 | She Dies Tomorrow                       | Sky                    |
| 2021 | Fast 9                                  | Letty Ortiz            |
| 2021 | Crisis                                  | Supervisora Garrett    |
| 2023 | Dungeons & Dragons: Honor Among Thieves | Holga                  |
| 2023 | Fast X                                  | Letty Ortiz            |

### Televisión
| Año       | Título                     | Personaje        |
| 2005      | Punk'd                     | ella misma       |
| 2005      | Immortal Grand Prix        | Liz Ricarro      |
| 2005–2010 | Lost                       | Ana Lucía Cortez |
| 2007      | Adventures in Voice Acting | ella misma       |
| 2010      | Top Gear                   | ella misma       |
| 2011      | Curiosity                  | ella misma       |
| 2013      | American Dad               | Jenny Smith      |
| 2016      | Salvajemente Famosos       | ella misma       |
| 2021      | Conductores en Fuga        | ella misma       |

## Videojuegos
| Año  | Título                           | Rol                  | Notas |
| ---- | -------------------------------- | -------------------- | ----- |
| 2003 | True Crime: Streets of LA        | Rosie Velasco        |       |
| 2003 | Driv3r                           | Calita               |       |
| 2004 | Halo 2                           | Marine               |       |
| 2009 | James Cameron's Avatar: The Game | Capitán Trudy Chacon |       |
| 2012 | Call of Duty: Black Ops II       | Strike Force Soldier |       |

### Apariciones en vídeos musicales
| Año  | Título                  | Artista       | Director         |
| ---- | ----------------------- | ------------- | ---------------- |
| 2002 | If I Could Fall In Love | Lenny Kravitz | Jonas Akerlund   |
| 2015 | Confident               | Demi Lovato   | Robert Rodriguez |
| 2018 | Nice For What           | Drake         | Karena Evans     |